# Leucoma singaporensis
Leucoma singaporensis is een vlinder uit de familie spinneruilen (Erebidae), onderfamilie donsvlinders (Lymantriinae). De wetenschappelijke naam van deze soort is voor het eerst geldig gepubliceerd in 1910 door Strand.
De soort komt voor in tropisch Afrika.